# Pergolid
Pergolidul sau pergolida este un medicament antiparkinsonian derivat de ergolină ce este utilizat în tratamentul bolii Parkinson. Calea de administrare disponibilă este cea orală. Este un agonist al receptorilor dopaminergici de tipul D2.
Molecula a fost patentată în 1978 și a fost aprobată pentru uz medical în anul 1989.

## Utilizări medicale
Pergolidul este utilizat ca adjuvant în tratamentul bolii Parkinson, în asociere cu levodopa și carbidopa.